# Bryum ellipsifolium
Bryum ellipsifolium är en bladmossart som beskrevs av C. Müller 1890. Bryum ellipsifolium ingår i släktet bryummossor, och familjen Bryaceae. Inga underarter finns listade i Catalogue of Life.